# Göttingeni Egyetem
A Göttingeni Georg-August Egyetem állami egyetem Göttingenben (magyarosan Göttingában),  Németország Alsó-Szászország szövetségi tartományában. Göttingeni Egyetemnek vagy Göttingennek is hívják, 1737-ben II. György brit király – született Georg August, Braunschweig-Lüneburg hercege – alapította, hamarosan rangos és népszerű egyetem lett, mára 44 Nobel-díjassal büszkélkedhet.

## Története

### Alapítása

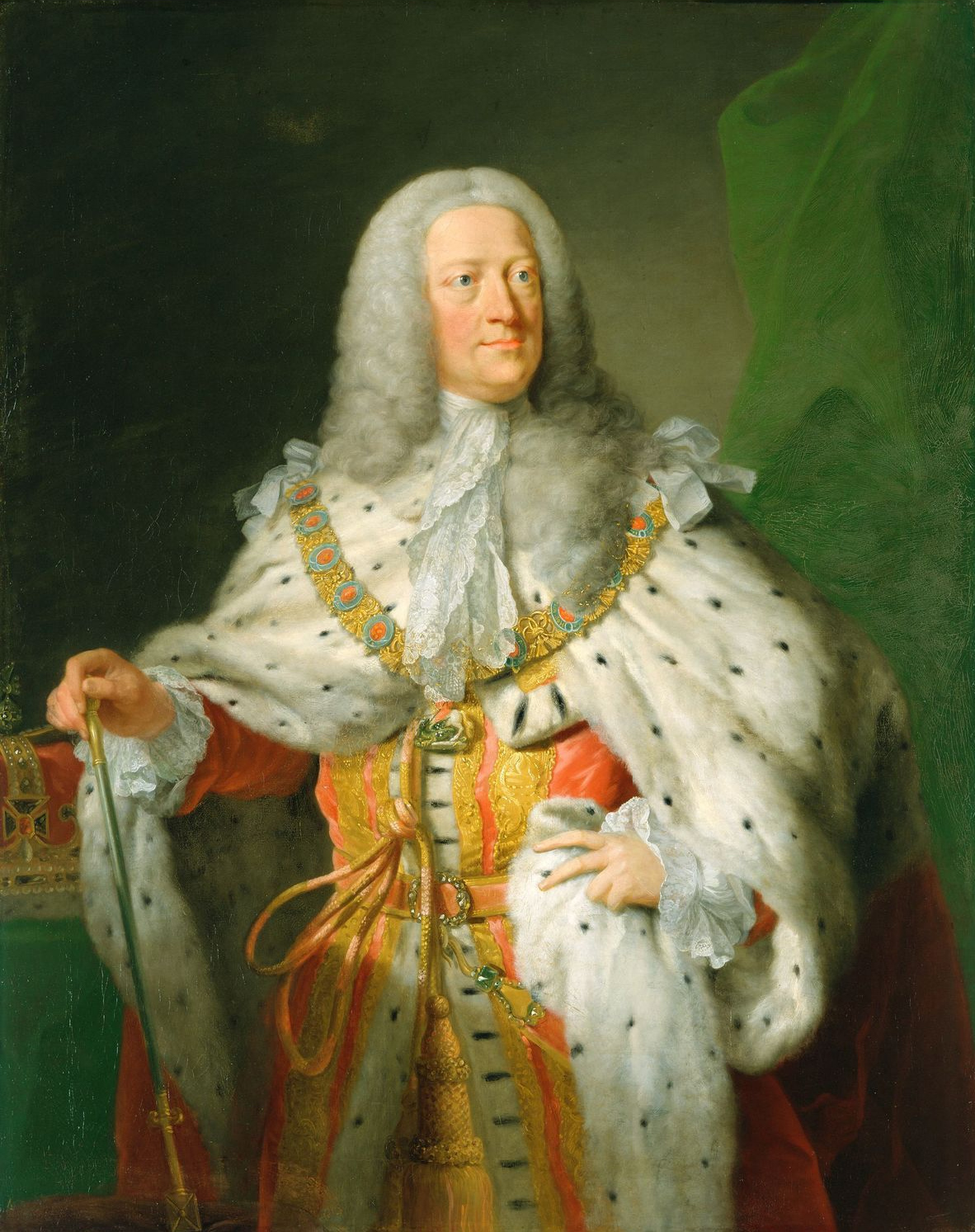
II. György angol király, az egyetem alapítója és első rektora

1734-ben II. György angol király, aki Hannover választófejedelme is volt Gerlach Adolph von Münchhausen hannoveri miniszterelnöknek azt az utasítást adta, hogy alapítson egyetemet Göttingenben az európai felvilágosodás tanszabadsági eszméinek hatására.

### A tizennyolcadik és a tizenkilencedik század
A 18. század hátralévő részében a göttingeni egyetemet Németország legjobb egyetemei közé sorolták szabad szellemének, valamint a tudományos kutatás-fejlesztés légkörének köszönhetően, amely megkülönböztette a többitől. Georg Christoph Lichtenberg professzor (1769–99) megalapította a máig jelentős, kifejezetten a fizikai kísérleteknek szentelt első fakultást Németországban. 1812 óta Göttingen modern kutatási helyszínként ismert, a több mint 250 000 kötetes könyvtára létrehozásával.
Alapításának legkorábbi éveitől a göttingeni egyetem a jogi karáról híres. A 18. században Johann Stephan Pütter, kora legelső törvénytudósa közjogot oktatott, öt évtizeden át. A téma ide vonzotta Klemens Wenzel Lothar von Metternichet, a Habsburg Birodalom későbbi diplomatáját és miniszterelnökét, valamint Wilhelm von Humboldtot, aki majdan a berlini egyetemet alapította. 1809-tol Arthur Schopenhauer, A világ mint akarat és reprezentáció című munkájáról ismert német filozófus metafizikát és pszichológiát tanult itt Gottlob Ernst Schulze irányításával, aki tanulmányait Platónra és Immanuel Kantra irányította. Heinrich Heine híres német költő és ügyvéd is itt végzett.

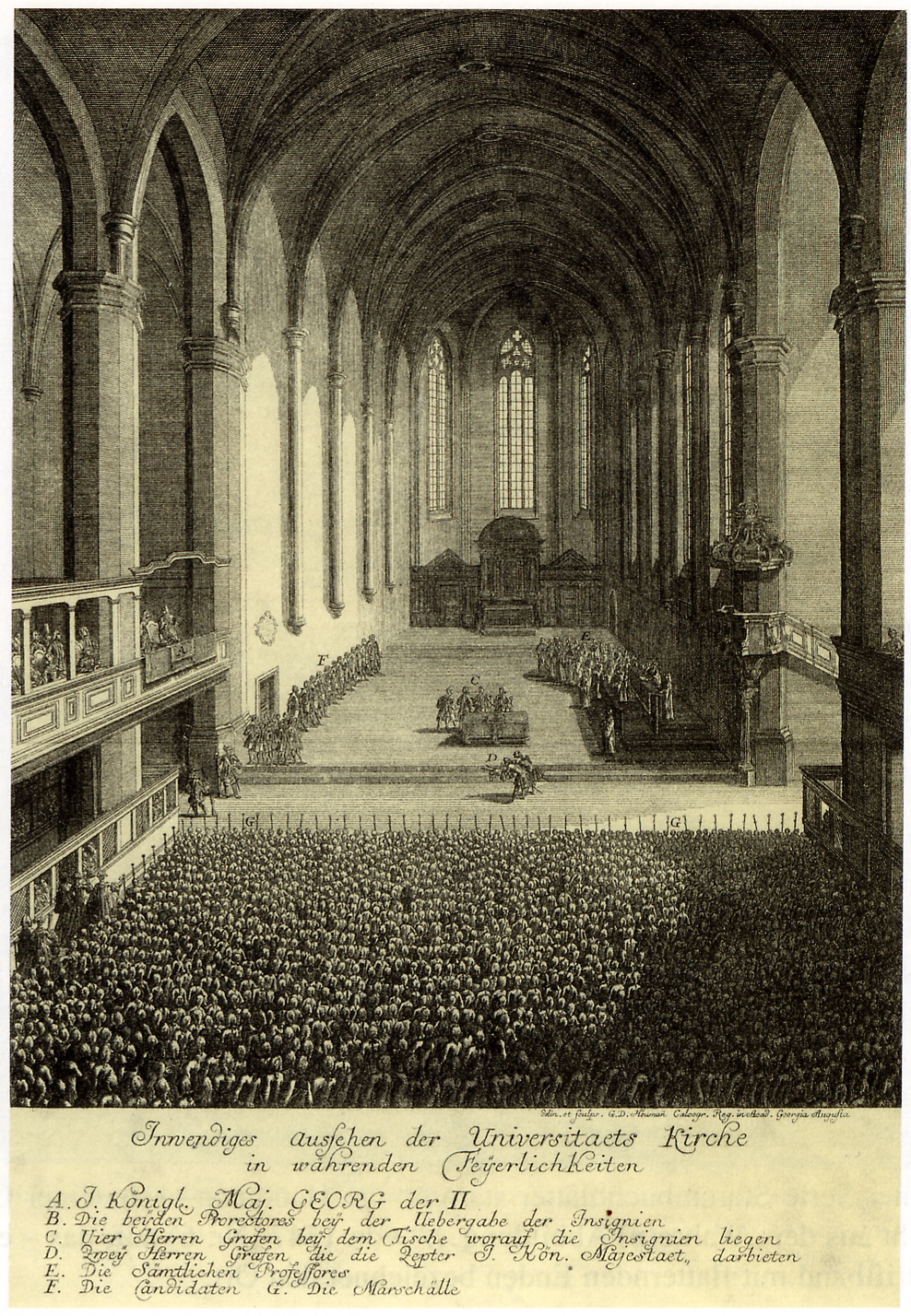
György király 1748-ban a Paulinerkirchében (Szent Pál-templom)

Az egyetem alapításának századik évfordulóján, 1837-ben már „jogi egyetem” néven volt közismert, mivel hallgatóinak fele a jogi karra járt.

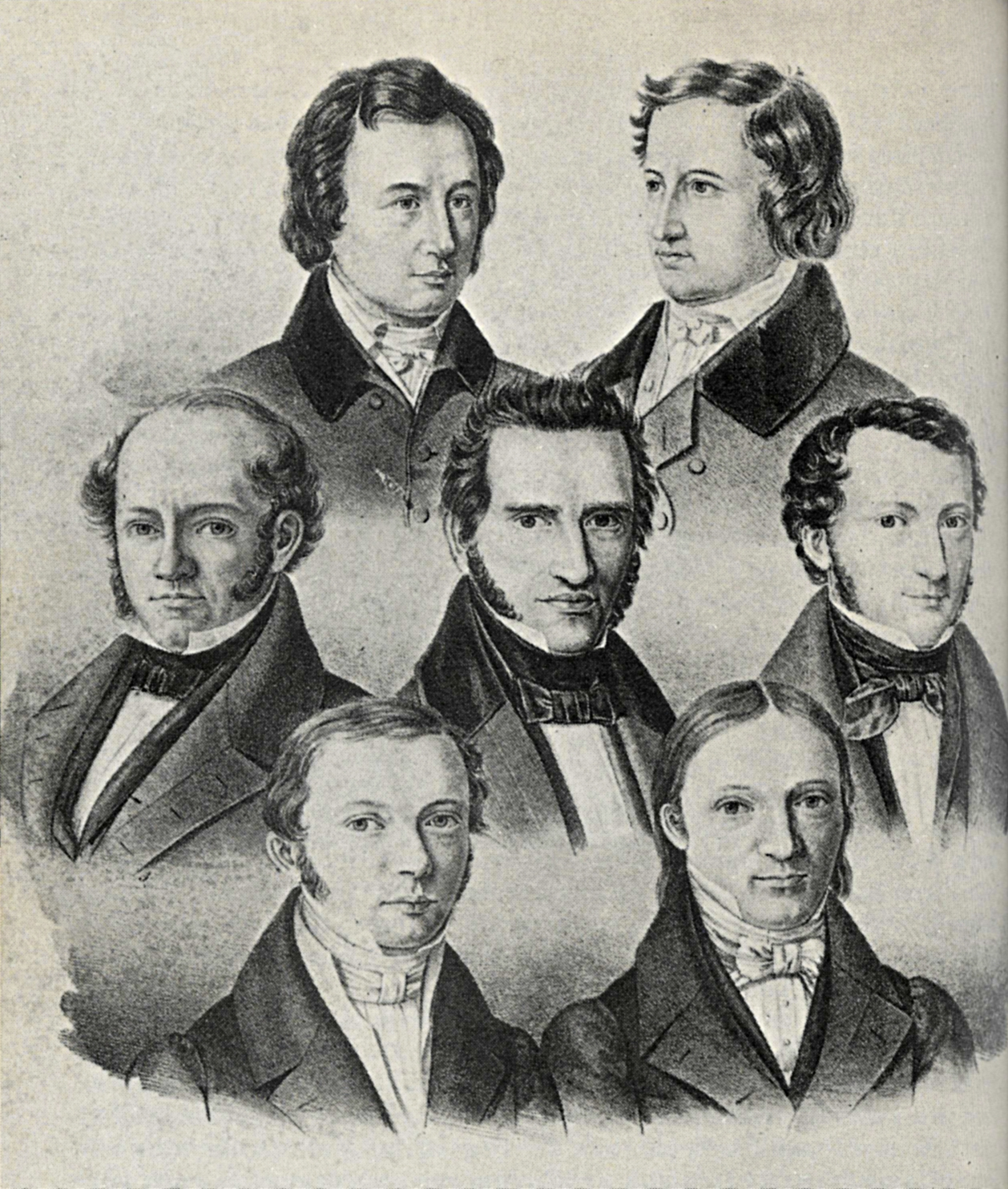
A göttingeni hetek: (1) Wilhelm Grimm, (2) Jacob Grimm, (3) Wilhelm Eduard Albrecht, (4) Friedrich Christoph Dahlmann, (5) Georg Gottfried Gervinus, (6) Wilhelm Eduard Weber, (7) Heinrich Ewald

A 19. század eleji politikai forrongásokban professzorok és hallgatók is részt vettek, amiért 1834-ben 860-ra csökkentették a diákok számát. Hét professzort – a göttingeni heteket – Wilhelm Eduard Albrecht államjogtudóst (1800–1876), Friedrich Christoph Dahlmann történészt (1785–1860), Heinrich Ewald orientalistát (1803–1875), Georg Gottfried Gervinus történészt (1805–1875), Wilhelm Eduard Weber fizikus (1804–1891), valamint Jakob (1785–1863) és Wilhelm Grimm (1786–1859) filológus testvéreket 1837-ben elbocsátották, mert tiltakoztak IV. György brit király 1833-ban kihirdetett liberális alkotmánya ellen, amely nagymértékben csökkentette az egyetem önállóságát. Ezt megelőzően a Grimm testvérek még itt alkották meg a világ első német szótárát.

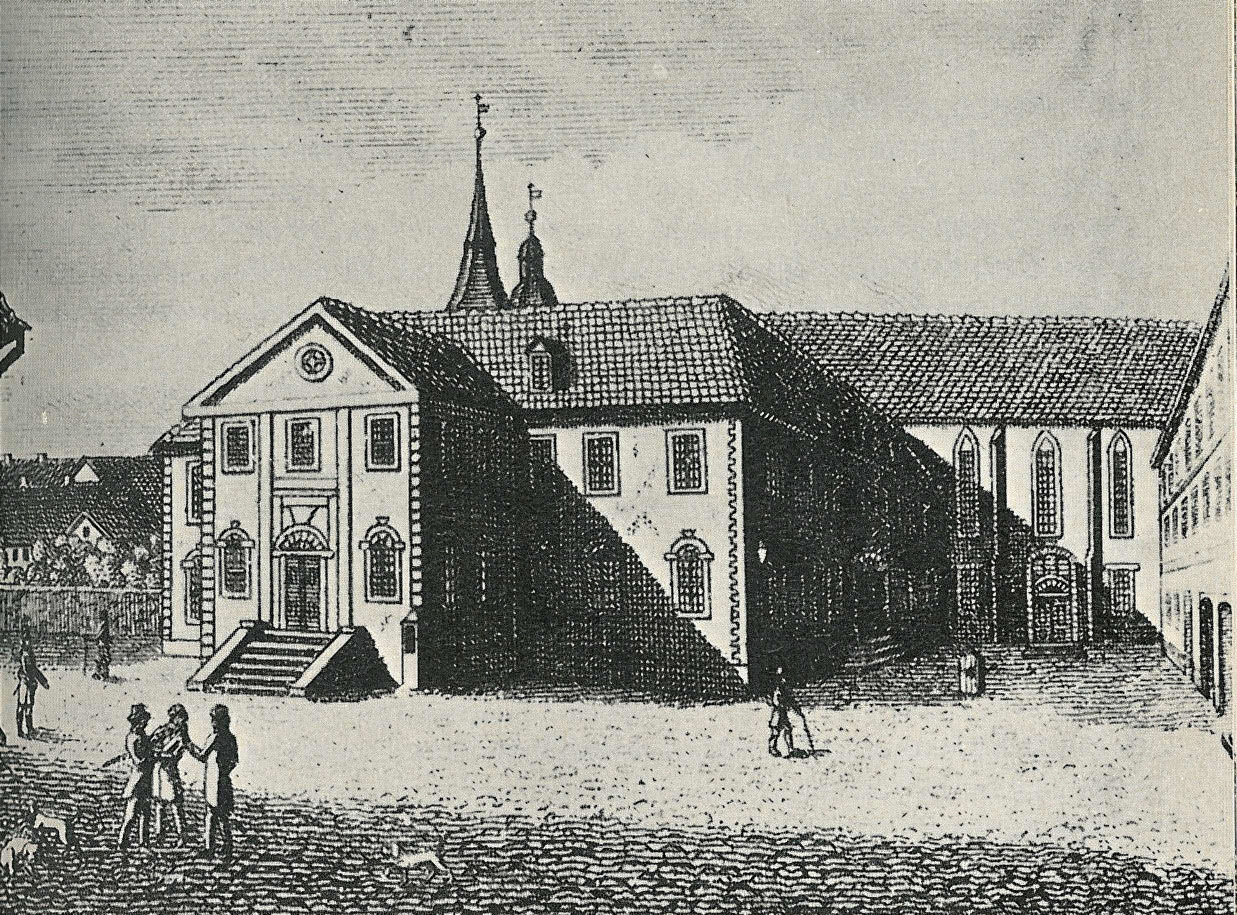
A régi egyetemi épület és a könyvtár 1815-ben

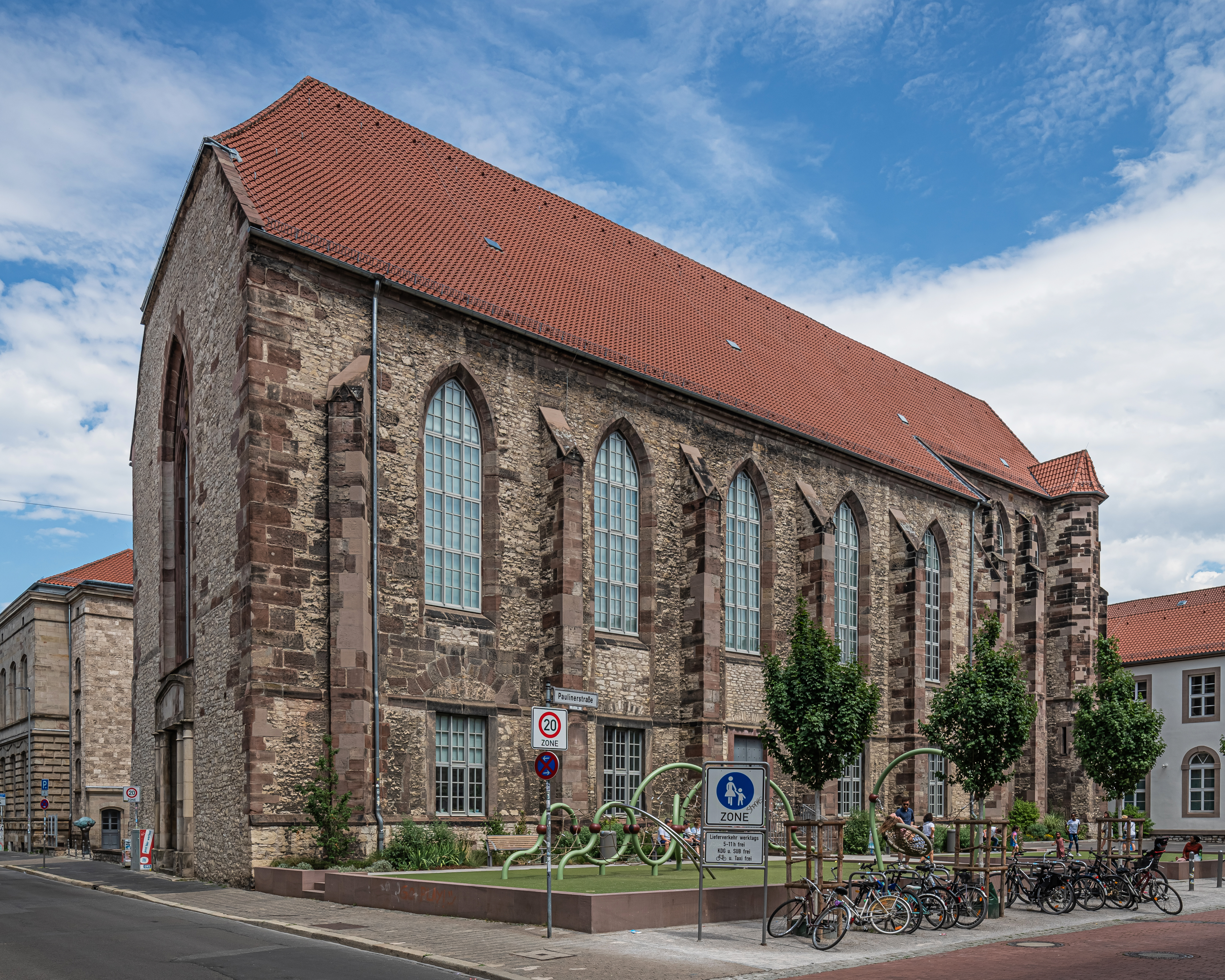
Az egykori Paulinerkirche, ma az egyetemi könyvtár otthona, ahol Heinrich Heine, a Grimm fivérek és Goethe dolgoztak

A 19. században Gustav von Hugo és Rudolf von Jhering római jog itteni tudósai voltak. Utóbbi dolgozta ki a culpa in contrahendo (a. m. szerződéskötés körüli vétkesség) elméletét, és Jogok harca című művükkel magas szintre emelték az ítélkezési gyakorlat hírnevét Göttingenben. Otto von Bismarck, a második német birodalom első kancellárja, aki a 19. század második felében megalkotta az új Németországot, 1833-ban Göttingenben tanult jogot, miközben az egyetemtől nem messze ma is álló kis házban (Bismarckhäuschen) lakott.
Göttingen a 19. században a természettudományokra is szakosodott, különös tekintettel a matematikára. A században itt tanított Carl Friedrich Gauss, míg Georg Friedrich Bernhard Riemann, Peter Gustav Lejeune Dirichlet és mások hozzájárultak a téma tanulmányozásához. A 20. század elejére David Hilbert és Felix Christian Klein számos matematikust vonzott Göttingenbe, ami hozzájárult ahhoz, hogy az egyetem a matematikusok mekkája legyen.

### A 19. század vége és a 20. század eleje folyamán
A 19. század vége és a 20. század eleje folyamán a göttingeni egyetem elérte tudományos csúcsát.

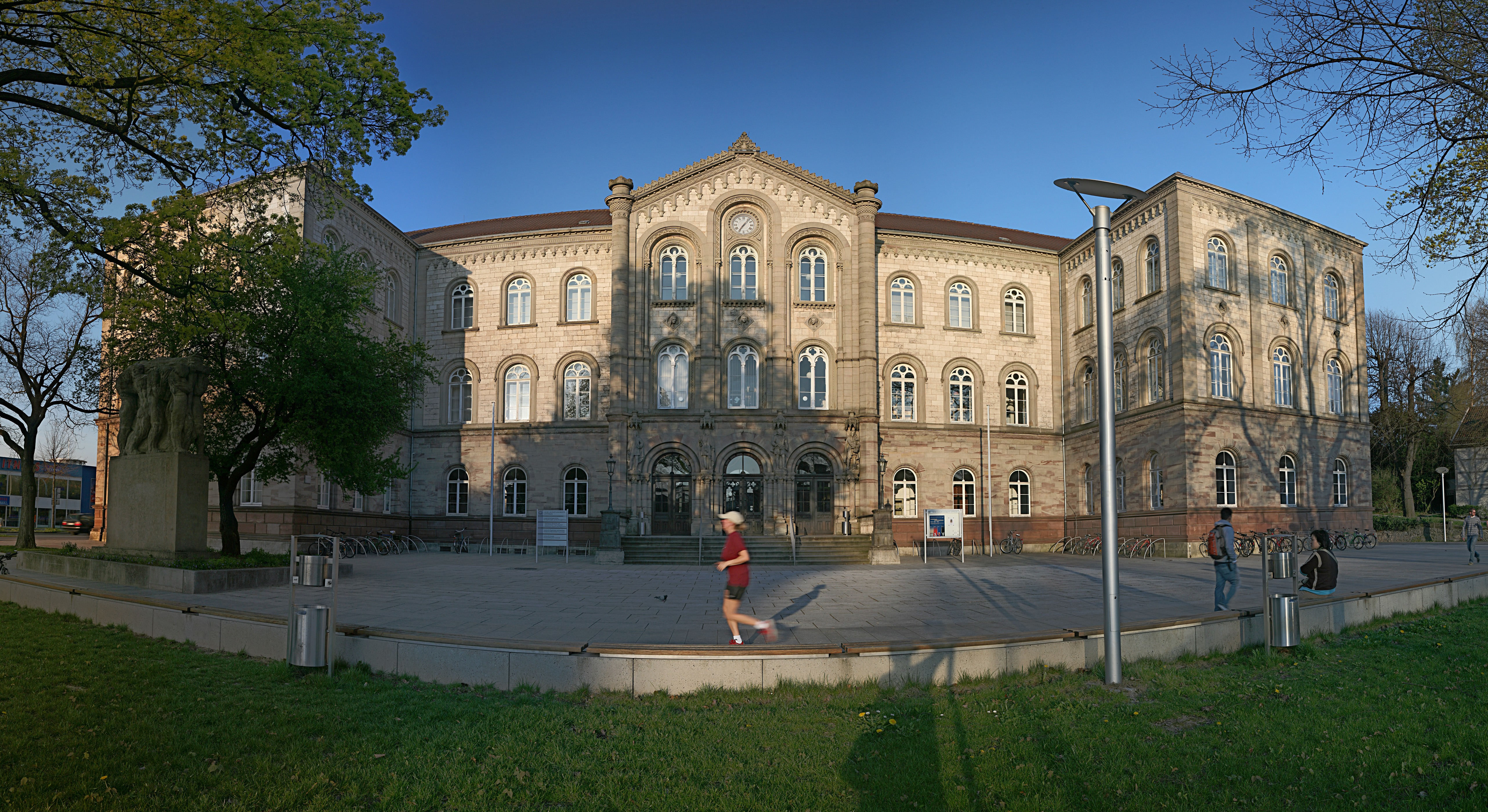
A régi Auditorium Maximum (1826–65 között épült)

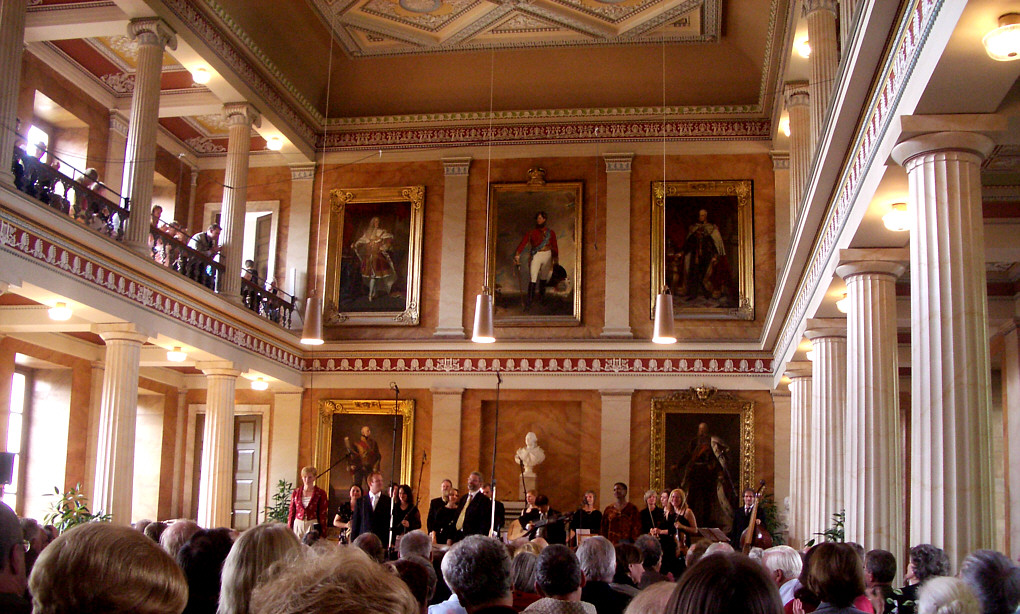
Az egyetemi előadóterem belseje

1903-ban a hivatalban lévő professzorok száma elérte a 121-et, míg a hallgatók száma 1529 lett.
1914-ig itt tanított Hasimoto Hakaru (a nevét viselő pajzsmirigygyulladás felfedezője).
Ludwig Prandtl 1904-ben költözött az egyetemre, és a következő két évtizedben a folyadékmechanika és az aerodinamika egyik vezető tudósává vált. 1925-ben Prandtlt kinevezték a Vilmos Császár Társaság Mechanikai Folyadékok Intézetének igazgatójává. Bevezette a lendület határrétegének koncepcióját, és megalapozta az aerodinamikai matematikát, kiszámítva a levegő tömegét az irányhoz viszonyítva. Prandtl sok hallgatója az aerodinamika területén kulcsfontosságú közreműködővé vált.
1921 és 1933 között a fizikusok tovább fejlődtek Max Born vezetésével, aki ugyanebben az időszakban a kvantumelmélet három felfedezőjének egyike lett, így az egyetem a modern fizika egyik fő fejlesztési központjává vált. A matematikatörténet leghíresebb alakjai közül Carl Friedrich Gauss, Bernhard Riemann és David Hilbert is itt volt professzor. Itt tanult a 18. század végén a gazdasági romanticizmus egyik képviselője, Adam Müller is.
Neumann János (1903–1957) matematikus, matematikai fizikus, a számítástudomány megteremtője ösztöndíjasként ment Göttingenbe, ahol a Bolyai-díjas David Hilbert munkatársa lett.
Eddig összesen 44, a göttingeni egyetemmel kapcsolatban álló hallgatónak, professzornak vagy munkatársnak ítélték oda a Nobel-díjat.
A társadalmi tanulmányok is virágzottak a huszadik század folyamán a filozófus Edmund Husserl, a fenomenológia atyja és Max Weber alatt, akik itt tanítottak.

### Az 1933-as „nagy tisztogatás”
Az 1930-as években az egyetem a zsidóság visszaszorítására irányuló náci akarat egyik középpontjává vált. Az 1933-as „nagy tisztogatásnak” nevezték, amelynek során Max Born, Victor Goldschmidt, James Franck, Wigner Jenő, Szilárd Leó, Teller Ede, Emmy Noether és Richard Courant kaliberű hallgatókat és professzorokat távolították el az egyetemről. Legtöbben Németországból az Amerikai Egyesült Államokba, Kanadába és az Egyesült Királyságba távoztak.

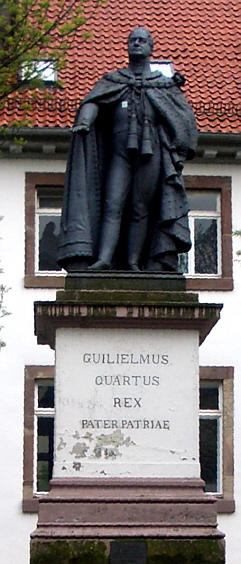
Az egyetemen IV. Vilmos brit király emlékműve 1837-ben készült

### A háború utáni felújítás
A második világháború után a göttingeni egyetem volt a szövetségesek által megszállt első  nyugatnémet egyetem, amely 1945-ben újból megnyílt, brit irányítás alatt. Jürgen Habermas német filozófus és szociológus is itt folytatta tanulmányait. Ezt követően Richard von Weizsäcker, Németország későbbi elnöke itt szerzett jogi doktori címet. Gerhard Schröder, a későbbi német kancellár szintén itt szerezte jogi diplomáját.

## Retrospektív digitalizációs központ
A Göttinger DigitalisierungsZentrum (Retrospektív Digitalizációs Központ) a Göttingeni Egyetem által működtetett tudományos folyóiratok retrospektív digitalizálási központja.
A központot 1997-ben alapították, és a Német Kutatószövetség pénzügyi hozzájárulásának köszönhetően a könyvtárak és tudományos intézmények számára a digitalizáció területén nyújtott szolgáltatásokra szakosodott központtá alakíthatta át magát.
A GUD feladata volt Gutenberg Gottingenben őrzött Bibliapéldányának, valamint tudományos folyóiratok egész sorozatának digitalizálása és indexelése.
A DigiWunschbuch a gottingeni könyvtár könyveinek és műveinek digitalizálási szolgáltatásának a neve, amely harmadik féltől származó természetes vagy jogi személyek számára is nyitva áll, megrendelésre és térítés ellenében elérhető.
A tudományos alapban matematikai közlemények és kéziratok éppúgy megtalálhatók, mint a JSTOR fontos történelmi szövegei; önéletrajzok, útleírások és térképek, matematikai értekezések, tudománytörteneti, zoológiai könyvek, 17. és 18. századi unikumok. Egy részük szabadon tanulmányozható.
2013-ban a katalógus 17 000 tételt tartalmazott, több mint 15 millió digitalizált oldallal.

## Botanikuskertek
Az egyetemnek három nagy botanikus kertje van: az Alte Botanische Garten der Universität Göttingen, a Neuer Botanischer Garten der Universität Göttingen és a Forstbotanischer Garten und Pflanzengeographisches Arboretum der Universität Göttingen.

## Fordítás
Ez a szócikk részben vagy egészben  az   Università Georg-August di_Gottinga című olasz Wikipédia-szócikk ezen változatának fordításán alapul.  Az eredeti cikk szerkesztőit annak laptörténete sorolja fel. Ez a jelzés csupán a megfogalmazás eredetét és a szerzői jogokat jelzi, nem szolgál a cikkben szereplő információk forrásmegjelöléseként.